# شهرستان لویس (آیداهو)
شهرستان لویس، آیداهو (به انگلیسی: Lewis County, Idaho) یک سکونتگاه مسکونی در ایالات متحده آمریکا است که در آیداهو واقع شده‌است.

## خصوصیات
شهرستان لویس ۱٬۲۴۳٫۲ کیلومترمربع مساحت دارد.